# Villanueva de los Corchos
Villanueva de los Corchos es una localidad perteneciente al municipio de Videmala, en la provincia de Zamora, comunidad autónoma de Castilla y León, España. Cuenta con una población de 36 habitantes según datos del INE de 2024.

## Historia
Durante la Edad Media Villanueva de los Corchos quedó integrado en el Reino de León, cuyos monarcas habrían acometido la repoblación de la localidad dentro del proceso repoblador llevado a cabo en Aliste. Tras la independencia de Portugal del reino leonés en 1143 la localidad habría sufrido por su situación geográfica los conflictos entre los reinos leonés y portugués por el control de la frontera, quedando estabilizada la situación a inicios del siglo XIII.
Posteriormente, en la Edad Moderna, estuvo integrado en el partido de Carbajales de Alba de la provincia de Zamora. Así, al reestructurarse las provincias y crearse las actuales en 1833, la localidad se mantuvo en la provincia zamorana, dentro de la Región Leonesa, integrándose en 1834 en el partido judicial de Alcañices, dependencia que se prolongó hasta 1983, cuando fue suprimido el mismo e integrado en el Partido Judicial de Zamora.
Así se describe a Villanueva de los Corchos en el tomo XVI del Diccionario geográfico-estadístico-histórico de España y sus posesiones de Ultramar, obra impulsada por Pascual Madoz a mediados del siglo XIX:

Pequeña aldea en la provincia de Zamora, situada entre los ríos Malo y Esla, dependiente de San Pedro de la Nave. POBLACIÓN: según la matrícula catastral de 1842, 21 vecinos, 80 almas. CAPITAL PRODUCTIVO: 26.500 reales. IMPONIBLE: 2.533. CONTRIBUCIÓN: aparece sin ella en dicha matrícula por estar incluida con la de San Pedro.
Diccionario geográfico-estadístico-histórico de España y sus posesiones de Ultramar